# Heidi Arnesen
Pour les articles homonymes, voir Arnesen.
Heidi Arnesen est une réalisatrice, scénariste, productrice et monteuse norvégienne.

## Filmographie
| année     | film                        | réalisatrice | scénariste | productrice | monteuse | notes           |
| --------- | --------------------------- | ------------ | ---------- | ----------- | -------- | --------------- |
| 1991      | U                           | Oui          | Oui        |             |          | série télévisée |
| 1991      | Dual of the Senses          | Oui          |            |             |          | court métrage   |
| 1992      | Without a shadow of a doubt | Oui          |            |             |          | court métrage   |
| 1993      | Somebody Else               | Oui          |            |             |          | court métrage   |
| 1993      | Passings                    | Oui          |            |             |          | court métrage   |
| 1995      | Queer Christmas             | Oui          |            |             |          | court métrage   |
| 1998      | Some Prefer Cake            | Oui          |            |             | Oui      | long métrage    |
| 2007      | Spinning                    | Oui          | Oui        | Oui         |          | court métrage   |
| 2007      | Peking Express Scandinavia  |              | 2 épisodes |             |          | série télévisée |
| 2002-2012 | Hotel Cæsar (en)            | 88 épisodes  |            |             |          | série télévisée |